# Линија 16 (Београд)
Линија 16 (Карабурма 2 — Нови Београд /Павиљони/) је линија јавног превоза у Београду

## Опис
Линија 16 повезује центар Новог Београда, Бранков мост, Зелени венац, Трг републике (Београд), Скадарлију, Панчевачки мост и Карабурму.
Укупан број стајалишта је 22 у смеру "А", односно 23 у смеру "Б", укључујући и терминусе. Просечна дужина линије са окретницама износи 11,3 километара, по чему спада међу дужим линијама градског превоза у Београду.